# Simon Donnelly
Simon Thomas Donnelly (ur. 1 grudnia 1974 w Glasgow) – szkocki piłkarz grający na pozycji napastnika.

## Kariera klubowa
Donnelly pochodzi z miasta Glasgow. Tam też rozpoczął piłkarską karierę w klubie Queen’s Park F.C., ale niedługo potem trafił do jednej z czołowych drużyn szkockich, Celticu. Po występach w młodzieżowych drużynach w 1993 roku został włączony do kadry pierwszej drużyny przez ówczesnego menedżera Lou Macariego. 19 marca 1994 roku zadebiutował w Scottish Premier League w zremisowanym 0:0 wyjazdowym spotkaniu z Hibernianem. W końca sezonu pięciokrotnie wpisywał się na listę strzelców, a Celtic zajął 4. pozycję w lidze. Przez pierwsze dwa sezony Simon pełnił rolę rezerwowego dla takich zawodników jak Charlie Nicholas czy Pierre van Hooijdonk, ale w 1995 roku osiągnął swój pierwszy sukces – zdobył Puchar Szkocji. W sezonie 1995/1996 częściej występował w pierwszym składzie i tworzył atak z van Hooijdonkiem, ale rywazlizował też Nicholasem i Niemcem Andreasem Thomem. Został wicemistrzem kraju, a w 1997 roku powtórzył to osiągnięcie. W sezonie 1997/1998 jako partner Szweda Henrika Larssona zdobył 10 goli w lidze (najlepszy dorobek bramkowy w karierze) i po raz pierwszy w karierze został mistrzem Szkocji. Zdobył także Puchar Ligi Szkockiej. W kolejnym sezonie znów został wicemistrzem kraju, ale był to jego ostatni rok spędzony na Celtic Park. W zespole „The Bhoys” rozegrał 125 ligowych meczów i zdobył 30 goli.
9 lipca 1999 roku Donnelly na zasadzie wolnego transferu przeszedł do angielskiego Sheffield Wednesday. 7 sierpnia zadebiutował w Premier League w przegranym 1:2 wyjazdowym meczu z Liverpoolem. W Sheffield spisywał się jednak słabiej jak w Celticu i przegrał rywalizację o miejsce w składzie m.in. z Belgiem Gilles'em De Bilde. W całym sezonie zdobył tylko jedną bramkę – w spotkaniu z Derby County (3:3), a Wednesday zajmując przedostatnią pozycję spadło do Division One. Tam Simon grał przez kolejne trzy lata, ale rzadko pojawiał się w wyjściowej jedenastce zespołu z Sheffield. Do 2003 roku rozegrał dla tego klubu tylko 62 mecze i zdobył w nich 8 goli.
Latem 2003 Donnelly wrócił do Szkocji. Przez rok występował w St. Johnstone FC na boiskach Scottish First Division. W 2004 roku wrócił do Premier League i przez dwa sezony był piłkarzem Dunfermline Athletic. W 2006 roku odszedł z zespołu i podpisał kontrakt z Partick Thistle F.C., w barwach którego rywalizuje na boiskach First Division.
| Sezon   | Klub                 | Kraj    | Rozgrywki               | Mecze | Bramki |
| ------- | -------------------- | ------- | ----------------------- | ----- | ------ |
| 1993/94 | Celtic F.C.          | Szkocja | Scottish Premier League | 12    | 5      |
| 1994/95 | Celtic F.C.          | Szkocja | Scottish Premier League | 17    | 0      |
| 1995/96 | Celtic F.C.          | Szkocja | Scottish Premier League | 35    | 6      |
| 1996/97 | Celtic F.C.          | Szkocja | Scottish Premier League | 29    | 4      |
| 1997/98 | Celtic F.C.          | Szkocja | Scottish Premier League | 30    | 10     |
| 1998/99 | Celtic F.C.          | Szkocja | Scottish Premier League | 23    | 5      |
| 1999/00 | Sheffield Wednesday  | Anglia  | Premier League          | 12    | 1      |
| 2000/01 | Sheffield Wednesday  | Anglia  | Division One            | 3     | 1      |
| 2001/02 | Sheffield Wednesday  | Anglia  | Division One            | 23    | 4      |
| 2002/03 | Sheffield Wednesday  | Anglia  | Division One            | 15    | 2      |
| 2003/04 | St. Johnstone FC     | Szkocja | Scottish First Division | 36    | 8      |
| 2004/05 | Dunfermline Athletic | Szkocja | Scottish Premier League | 26    | 3      |
| 2005/06 | Dunfermline Athletic | Szkocja | Scottish Premier League | 13    | 1      |
| 2006/07 | Partick Thistle F.C. | Szkocja | Scottish First Division | 24    | 4      |
| 2007/08 | Partick Thistle F.C. | Szkocja | Scottish First Division | 18    | 1      |
| 2008/09 | Partick Thistle F.C. | Szkocja | Scottish First Division | 31    | 1      |
| 2009/10 | Partick Thistle F.C. | Szkocja | Scottish First Division | 35    | 8      |
| 2010/11 | Partick Thistle F.C. | Szkocja | Scottish First Division |       |        |

## Kariera reprezentacyjna
W reprezentacji Szkocji Donnelly zadebiutował 27 maja 1997 roku w przegranym 0:1 towarzyskim spotkaniu z Walią. W 1998 roku został powołany przez Craiga Browna do kadry na mundial we Francji, jednak nie wystąpił tam w żadnym ze spotkań Szkotów. Karierę reprezentacyjną zakończył w tym samym roku, a jego ostatnim występem był mecz z Wyspami Owczymi (2:1). W kadrze narodowej wystąpił 10 razy.